# لیگ برتر کابل
لیگ برتر فوتبال کابل در سال ۱۳۲۵ به منظور بهبود تیم ملی فوتبال افغانستان ایجاد شد. در دسته اول ۱۲ تیم وجود دارد که هر فصل یکبار در داخل ورزشگاه غازی کابل با یکدیگر بازی می‌کنند. بازی‌ها به دلیل نبود ورزشگاه باید در روزهای مختلف برگزار شود. لیگ برتر کابل، که با نام لیگ شهر کابل نیز شناخته می‌شود، اولین لیگ باشگاهی فوتبال داخلی در افغانستان بود. در سال ۱۳۲۵ تاسیس شد و شامل ۱۲ باشگاه بود. لیگ های منطقه ای یا شهری دیگر در دهه ۱۳۵۰ در هرات، قندهار و مزار شریف وجود داشت. محل اصلی ورزشگاه غازی کابل بود و بازی ها به دلیل کمبود استادیوم در روزهای مختلف برگزار می شد. لیگ برتر فوتبال افغانستان جایگزین آن شد.

## باشگاه‌ها در ۱۳۸۹/۹۰
- باشگاه فوتبال کابل بانک (کابل)
- باشگاه فوتبال اردو کابل (کابل)
- باشگاه فوتبال خراسان کابل (کابل)
- باشگاه سرامیشت (کابل)
- باشگاه فوتبال استقلال (کابل)
- جوان آزادی کابل اف سی (کابل)
- باشگاه جوان مینان کابل (کابل)
- پامیر کابل اف سی (کابل)
- حکیم ثنایی کابل (کابل)
- باشگاه فوتبال شوئی کابل (کابل)
- باشگاه فوتبال صلح کابل (کابل)
- باشگاه میوند کابل (کابل)
- Sabawoon Kabul FC (کابل)

## قهرمانان لیگ
قهرمانان عبارت بودند از:
- ۱۹۴۶: باشگاه فوتبال آریانا
- ۱۹۴۷: باشگاه فوتبال آریانا
- ۱۹۴۸: باشگاه فوتبال آریانا
- ۱۹۴۹: باشگاه فوتبال آریانا
- ۱۹۵۰: باشگاه فوتبال آریانا
- ۱۹۵۱: باشگاه فوتبال آریانا
- ۱۹۵۲: باشگاه فوتبال آریانا
- ۱۹۵۳: باشگاه فوتبال آریانا
- ۱۹۵۴: باشگاه فوتبال آریانا
- ۱۹۵۵: باشگاه فوتبال آریانا
- ۱۹۵۶–۸۲: معلوم نیست
- ۱۹۸۳: گارد ملی
- ۱۹۸۴: گارد ملی
- ۱۹۸۵–۹۴: معلوم نیست
- ۱۹۹۵: کارلاپان
- ۱۹۹۶: معلوم نیست
- ۱۹۹۷–۹۸: کلب ورزشی میوند
- ۰۲–۱۹۹۹: معلوم نیست
- ۲۰۰۳: جمعیت هلال احمر
- ۲۰۰۴: اردو کابل اف سی
- ۲۰۰۵: اردو کابل اف سی
- ۲۰۰۶: اردو کابل اف سی
- ۲۰۰۷: اردو کابل اف سی
- ۲۰۰۸: لیگ به دلیل جنگ برگزار نشد
- ۲۰۰۹: کابل بانک اف سی
- ۲۰۱۰: فیروزی
- ۲۰۱۱: بیگ بیر
- ۲۰۱۲: فیروزی
- ۲۰۱۳: بیگ بیر

## قهرمانان
تعداد قهرمانی که باشگاه‌ها در افغانستان از سال ۱۳۲۵ تا ۱۳۹۲ کسب کرده‌اند.
| باشگاه                  | تعداد قهرمانی |
| ----------------------- | ------------- |
| باشگاه فوتبال آریانا    | ۱۰            |
| باشگاه فوتبال اردو کابل | ۴             |
| باشگاه فوتبال کابل بانک | ۳             |
| باشگاه فوتبال بیگ بیر   | ۲             |
| گارد ملی                | ۲             |
| جمعیت هلال احمر         | ۱             |
| کلب ورزشی میوند         | ۱             |
| کارلاپان                | ۱             |